# Pocillum cesatii
Pocillum cesatii är en svampart som först beskrevs av Jean François Montagne, och fick sitt nu gällande namn av De Not. 1863. Pocillum cesatii ingår i släktet Pocillum och familjen Helotiaceae.   Inga underarter finns listade i Catalogue of Life.